# Kožešinová zvířata

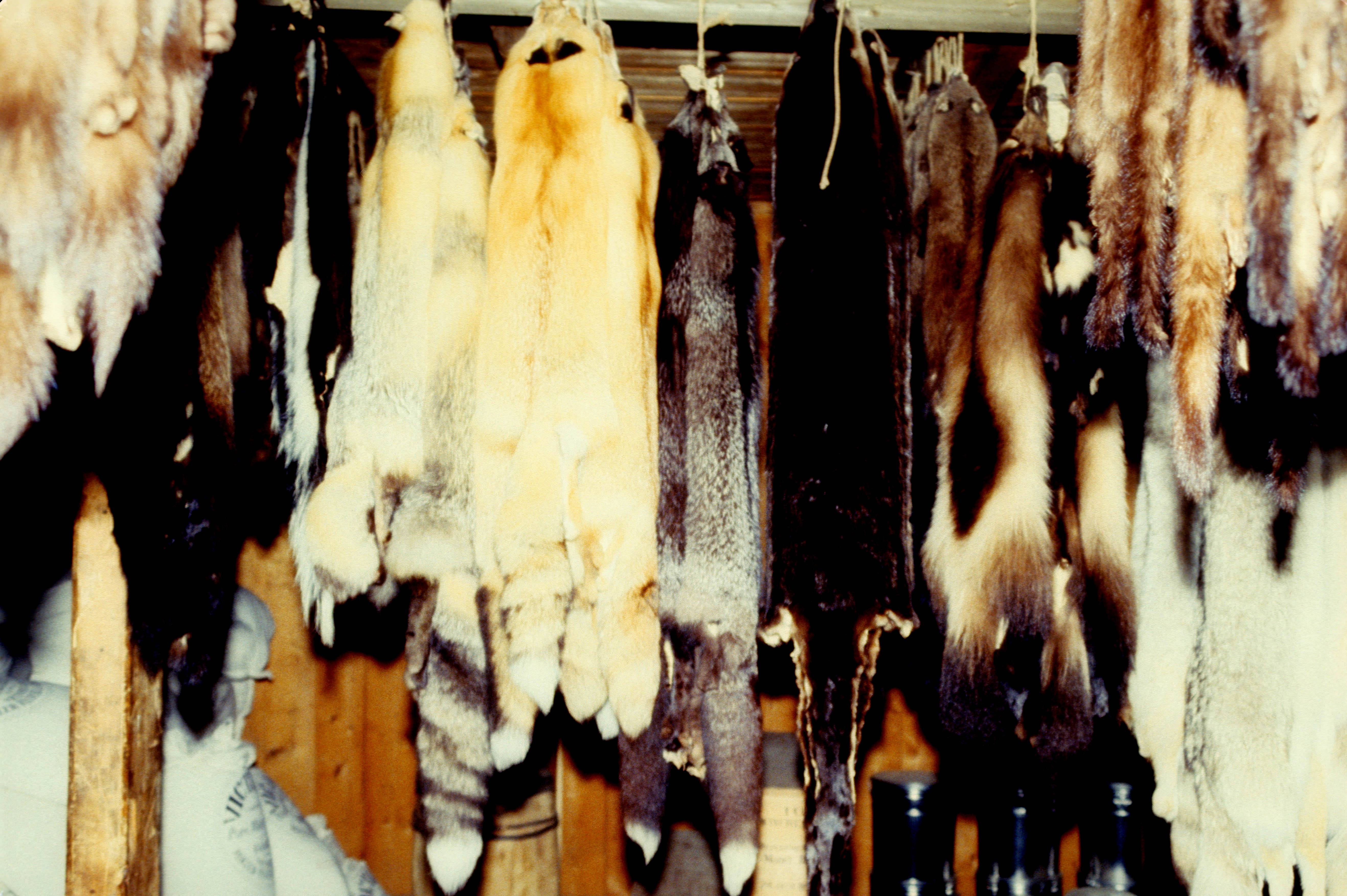
Kožešiny

Kožešinová zvířata jsou některé druhy savců, kteří se chovají nebo loví pro svou kvalitní kožešinu. Kožky těchto zvířat jsou používány k výrobě kožešnického zboží. Více než 80 % kožešin se v současnosti získává chovem zvířat na farmách nebo ze zvířat (králíci, ovce) poražených pro maso, lovem volně žijících zvířat se oficiálně získává jen cca 17 % kožešin, avšak skutečné množství je zřejmě vyšší, protože mnoho ulovených kožešin, a to i z ohrožených a mezinárodně chráněných druhů, končí na černém trhu. Lov se provádí odstřelem, chytáním do různých, mnohdy málo šetrných pastí, v případě lachtanů, tuleňů a jejich mláďat však také vysoce nehumánním ubíjením kyji a háky. Od 19. století bylo vyšlechtěno mnoho barevných, často velmi zajímavých mutací kožešinových zvířat, zejména norků, nutrií, lišek obecných i polárních. Podmínky chovu kožešinových zvířat (lišky, norci, nutrie, činčily) však často nejsou z hlediska welfare zvířat příliš uspokojivé. Zvířata jsou držena v přeplněných klecích, nebo naopak po jednom ve velmi malých klecích bez podestýlky a jejich zabíjení se provádí mnohdy velmi nehumánně. Nejvíce chovaným druhem kožešinových zvířat jsou lišky polární. Proto jsou kožešinové farmy kritizovány ochránci zvířat. V 11 zemích Evropy byl chov kožešinových zvířat zakázán, v Česku je zatím ilegální prodej pouze výrobků z tuleně. Dalším problémem je, že např. v Rusku vede chov lišek a norků k problémům s krmením, ten je často řešen ilegálním lovem mořských savců (tuleni, mroži, velryby)Z etických i ekonomických důvodů je nejvhodnější používat kožešiny umělé, jejichž kvalita se díky moderním technologiím od přírodních kožešin příliš neliší.
V České republice byla v roce 2017 přijata novela zákona na ochranu zvířat proti týrání, díky které zde všechny zbývající kožešinové farmy skončí v lednu 2019.

## Druhy kožešinových zvířat
- domácí zvířata
  - králík domácí – např. činčila velká a malá, kastorex, durynský králík
  - hříbě
  - koza domácí – některá středoasijský a tibetská plemena.
  - ovce domácí
    - kožešinová plemena poskytující jemné kožešiny z jehňat, např. Karakulská ovce
    - kožichová plemena – kožešina z dospělých ovcí užívána na výrobu kožichů, čepic, např. romanovská ovce

  - pes domácí (některé mongolská plemena, čau-čau)
  - kočka domácí – kožešině se připisovaly léčivé účinky proti bolestem zad
  - fretka – někdy se chová pro kožešinu
- Volně žijící živočichové
  - vačnatci
    - vačice opossum a virginská
    - kusu liščí

  - primáti
    - gueréza pláštíková – v současnosti mezinárodně chráněna

  - šelmy
    - medvídkovité
      - mýval severní

    - psovité
      - liška obecná
      - liška polární
      - psík mývalovitý
      - vlk

    - kočkovité
      - levhart
      - ocelot – v současnosti mezinárodně chráněn

    - kunovité
      - norek americký i evropský
      - vydra říční, kanadská, obrovská a mořská – v současnosti mezinárodně chráněny
      - hranostaj
      - sobol
      - skunk pruhovaný
      - kuna lesní a skalní
      - kuna rybářská

    - ploutvonožci
      - lachtan medvědí – lov přísně regulován
      - tuleň grónský a kroužkovaný mláďata, lov v současnosti omezen

  - hlodavci
    - bobr kanadský a evropský
    - činčila
    - veverka obecná – hlavně populace ze Sibiře, tzv. bělky
    - svišť – několik druhů z Ameriky a Střední Asie
    - ondatra pižmová
    - křeček polní
    - nutrie

  - sudokopytníci
    - sob polární